# Adam Dulęba
Adam Franciszek Mikołaj Dulęba (ur. 6 grudnia 1895 w Żywcu, zm. pod koniec marca 1944 w obozie kon. Groß-Rosen) – polski legionista, żołnierz Armii Krajowej, znany pod pseudonimem Góral. Był kronikarzem i fotografem Legionów Polskich, odznaczonym w 1937 roku Krzyżem Niepodległości.

## Biografia i życie rodzinne
Adam Dulęba był synem krakowskiego urzędnika, Franciszka Ksawerego Dulęby.
Gdy Adam miał 5 lat cała rodzina Dulębów przeprowadziła się na stałe do Krakowa. Zaraz po maturze wstąpił w szeregi Legionów. Rodzicom zostawił kartkę z krótką informacją: „Idę służyć Ojczyźnie”.
Adam Dulęba najpierw objął służbę w biurze prasowym sztabu Legionów Polskich. W roku 1918 rozpoczął studia na Uniwersytecie Jagiellońskim w Krakowie na wydziale Filozoficznym, kierunek: rolnictwo. Tam zdobył tytuł inżyniera.
Podczas studiów rolniczych postanowił odbyć obowiązkową praktykę na wsi. Wybrał miejscowość Niziny (powiat buski). Na wsi poznał Zofię Zaporską, z którą ożenił się 20 lipca 1920 roku we wsi Tuczępy, i zamieszkali potem razem w Łubnicach. 5 sierpnia 1921 roku urodził się syn, Władysław Adam Antoni; 10 lipca 1923 urodziła się Janina (zdrobnienie – Ela), 15 września w 1924 roku – Henryk Tadeusz, i 17 października 1928 roku – Janusz Antoni. Rodzina utrzymywała się po I wojnie światowej z zysków, jakie przynosiła założona przez fotografa i kronikarza mleczarnia oraz gospodarstwo rolno-spożywcze w ww. wiosce.
Pod koniec marca 1944 roku, Dulęba był więźniem Groß-Rosen, i tam zmarł, prawdopodobnie rozstrzelany. Fotograf w ostatnim liście z 21 marca 1944 roku opisał swoją pracę w tymże obozie, gdzie był jednym z więźniów, których zmuszano przed śmiercią do nieustającego wysiłku przy wydobyciu granitu z obozowego kamieniołomu.

## Praca fotografa
Podczas służby w Legionach Adam Dulęba pracował w biurze prasowym sztabu. Dokumentował codzienne życie żołnierzy. Na zdjęciach utrwalone zostały nie tylko przemarsze wojsk, ale także przygotowania do bitew oraz same walki, codzienne czynności marszałka Piłsudskiego, patriotyczne manifestacje, pogrzeby żołnierzy I Brygady. Na jego zdjęciach uwiecznione zostały następujące postaci: Edward Śmigły-Rydz, Kazimierz Sosnkowski, Józef Haller, Władysław Sikorski wraz z wymienionym Piłsudskim. Jeszcze w 1916 roku część fotografii ukazała się drukiem w albumie zatytułowanym „Legionowo”, wydanym nakładem Adama Dulęby.
Fotograf Adam Dulęba, wydawszy „Legionowo”, postanowił przeznaczyć część dochodów ze sprzedaży zdjęć na poszkodowane rodziny, które straciły bliskich podczas wojny. Sam Dulęba był społecznikiem, uczestniczył m.in. w organizacji wiejskiej OSP.

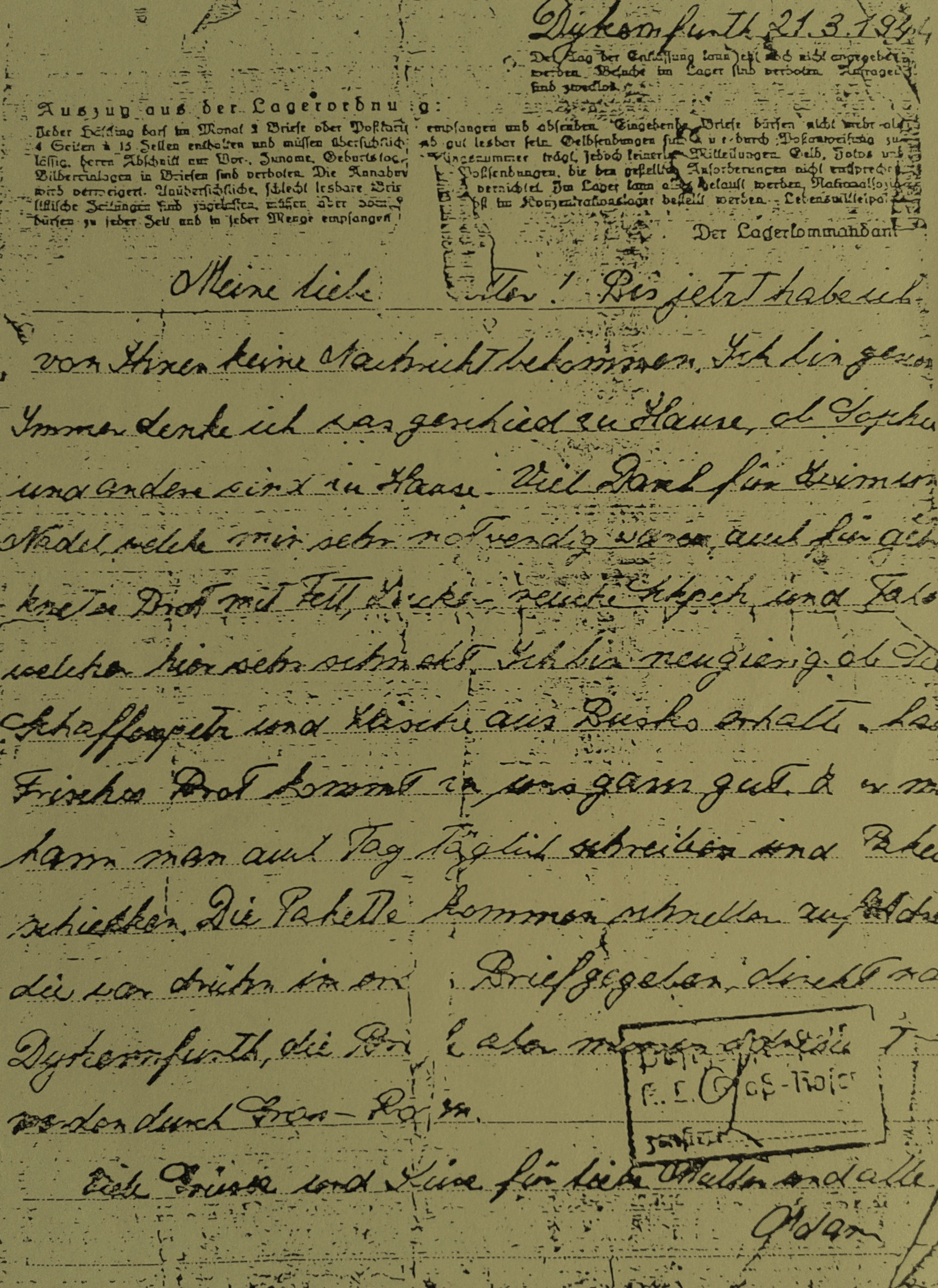
Ostatni list Adama Dulęby wysłany z obozu Gross Rosen w marcu 1944 r.
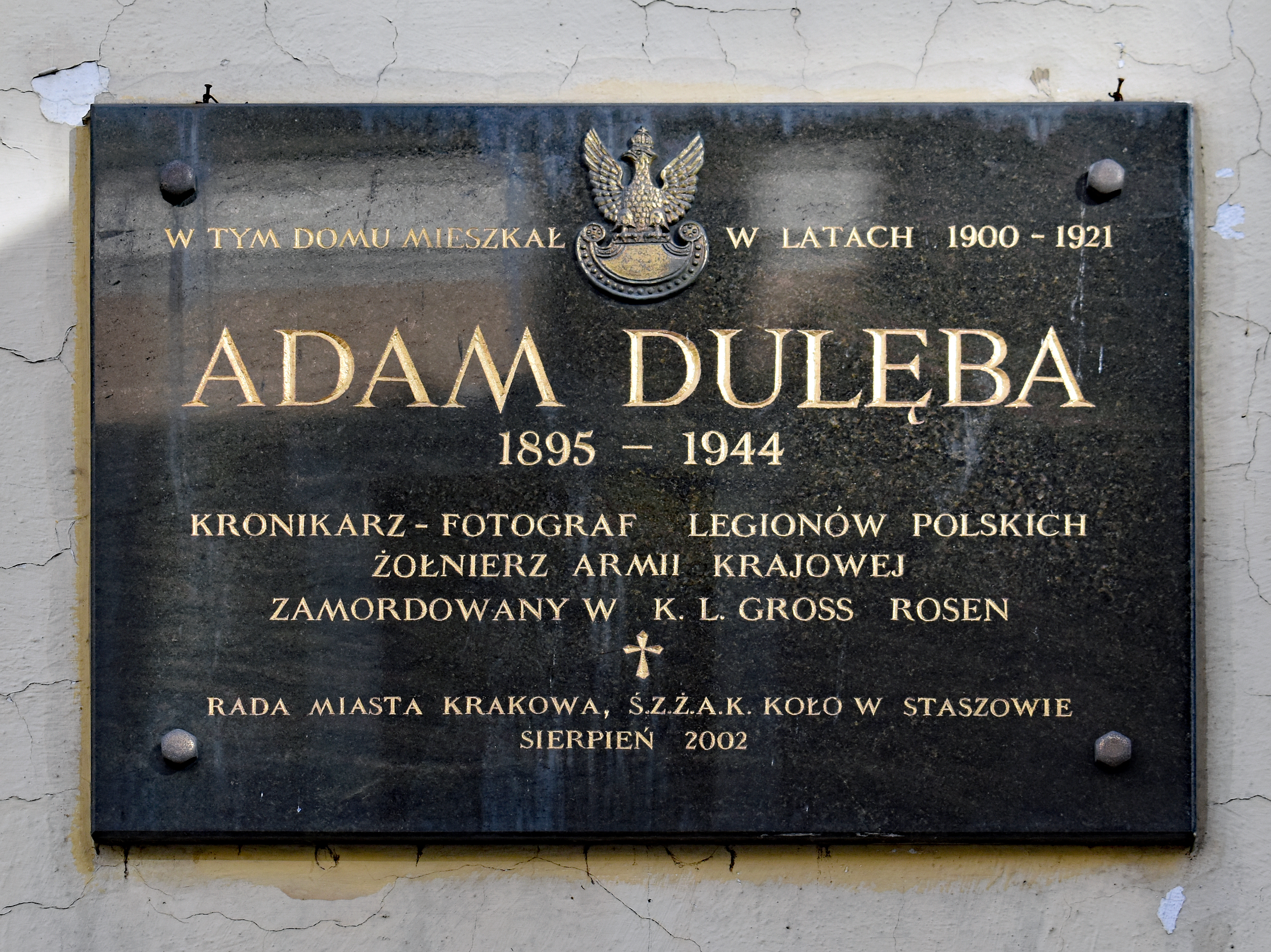
Tablica pamiątkowa na kamienicy w Krakowie przy ul. Poselskiej 19